# Nikon D4S
A Nikon D4S egy 16,2-megapixeles FX-formátumú, F-bajonnettes digitális, tükörreflexes fényképezőgép, amelyet a Nikon 2014. február 25-én jelentett be. A D4S a Nikon legmagasabb kategóriájú professzionális DSLR-kínálatában elődjét, a Nikon D4-et váltotta le. Elődjéhez képest számos újdonságot kapott: új képérzékelőt, új képfeldolgozó processzort, új akkumulátort, jobb ergonómiát és nagyobb ISO tartományt. Ezen túl jobb autofókusz (AF) algoritmusok és egy új AF követési mód is került bele. 2014 áprilisában megkapta a Technical Image Press Association (TIPA) "Legjobb Professzionális DSLR" díját, majd négy hónappal később, 2014 augusztusában megkapta a European Imaging and Sound Association (EISA) díját a "European Professional DSLR Camera 2014-2015" kategóriában.
2016-ban utódja, a Nikon D5 váltotta le.

## Újdonságok
Nagyban megegyezik a Nikon D4 jellemzőivel, a következő különbségekkel és újdonságokkal:
- Újratervezett 16,2 megapixeles képérzékelő kisebb zajjal
- Új Nikon Expeed 4 képfeldolgozó processzor
- Új Group-area AF-mód (öt közeli fókuszponttal követi a tárgyat)
- Expozíció-kiegyenlítés (átlagolás) timelapse felvétele közben
- Nagyobb ISO tartomány: 100–25 600 (boost: 50–409 600)
- Gigabites Ethernet-port adatátvitelhez és tetheringhez
- Full HD (1920 × 1080) 30p videófelvétel, tömörítetlen videókimenet HDMI-n
- Jobb autófókusz és tárgykövetési algoritmusok
- Továbbfejlesztett tükörmechanizmus, ennek köszönhetően gyorsabb sorozatfelvétel lehetséges: 12 kép/mp teljes autofókusszal (AF)
- Új EN-EL18a akkumulátor nagyobb kapacitással (élettartama kb. 3000 fénykép)